# 크릴라츠코예역
크릴라츠코예역(러시아어: Крылатское)은 모스크바 지하철 아르바츠코 포크롭스카야 선의 역으로 몰로됴즈나야 역과 스트로기노 역 사이에 위치한다.

## 역사
크릴라츠코예 역은 1989년 12월 31일에 개장하였고, 필룝스카야 선이 북쪽으로 연장되어 시종착역의 역할을 하였다.
2008년 1월 7일, 필룝스카야 선이 북쪽 방향(스트로기노 방향)으로 더 연장되어 본 역은 아르바츠코 포크롭스카야 선으로 편입되었다.

## 구조
독특한 비대칭 디자인을 가진 얕은 층의 볼트형 구조이다. 구부러진 천장은 플랫폼 한쪽의 하얀 대리석 벽에 놓여있고, 다른 한쪽은 선로까지 이어져 있다. 조명 기구를 포함한 웨지 모양의 틈새들은 천장을 가로로 가로지르며, 벽과 나란히하여 넓은 틀이 있는데, 이 구조가 플랫폼의 한쪽을 다른 쪽보다 밝게 만드는 효과를 가지고 있다. 본 역의 장식적인 주제는 "체조와 스포츠"이다.